# Constitution des États-Unis
Constitution of the United States
Lire en ligne

Site officiel

Articles de la Confédération (1781)
La Constitution des États-Unis est, selon ses propres termes, la loi suprême des États-Unis d'Amérique. Acceptée le 17 septembre 1787 par une convention réunie à Philadelphie, elle s'applique depuis le 4 mars 1789. Modifiée par vingt-sept amendements, elle est une des plus anciennes constitutions écrites encore appliquées.
Elle est fondée sur une séparation stricte des pouvoirs et établit un régime présidentiel. Le pouvoir exécutif est du ressort d'un président des États-Unis, à la fois chef de l'État et chef du gouvernement. Le pouvoir législatif est bicaméral. Il s'agit du Congrès, composé de deux chambres : d'une part la Chambre des représentants (chambre basse), qui représente les citoyens, et d'autre part le Sénat (chambre haute), qui représente les États fédérés. Seules ces chambres possèdent l'initiative parlementaire et votent les lois, ainsi que le budget fédéral. Enfin, le pouvoir judiciaire présente à son sommet la Cour suprême, qui veille au respect de la Constitution par les lois, les États fédérés et les organes de l'État fédéral. La Constitution prévoit ainsi par ce système l'équilibre des pouvoirs ainsi que leur collaboration (en anglais « checks and balances »).
Ratifiée à l'origine par treize États fédérés, aujourd'hui au nombre de cinquante, elle crée un État fédéral. Bien que la Constitution et les lois des États-Unis s'imposent aux divers États fédérés, de très larges prérogatives leur sont réservées. Le gouvernement est, dès l'origine, de type républicain et fondé sur la souveraineté du peuple. Son caractère démocratique au sens actuel du terme, avec le suffrage universel, apparaît plus progressivement, parfois au travers d'amendements, plus souvent par le changement des lois ou des revirements de jurisprudence.

## Influences
La Constitution a été influencée principalement par la culture britannique, mais il y a débat sur la mesure dans laquelle la culture haudenosonee, à travers la Constitution de la nation iroquoise, a aussi inspiré le système de checks and balances.

## Origine

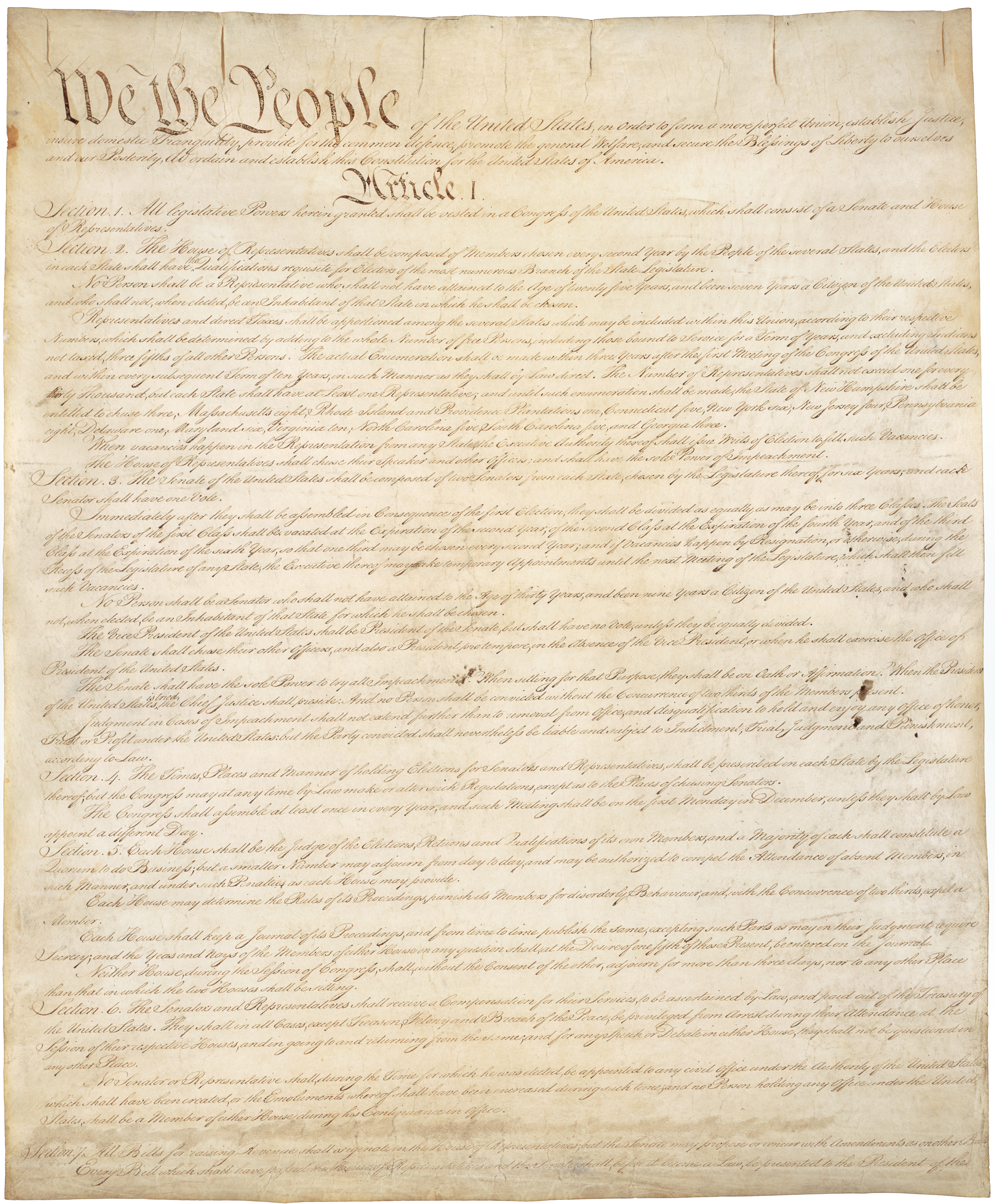
Manuscrit original de la Constitution, page 1/4.

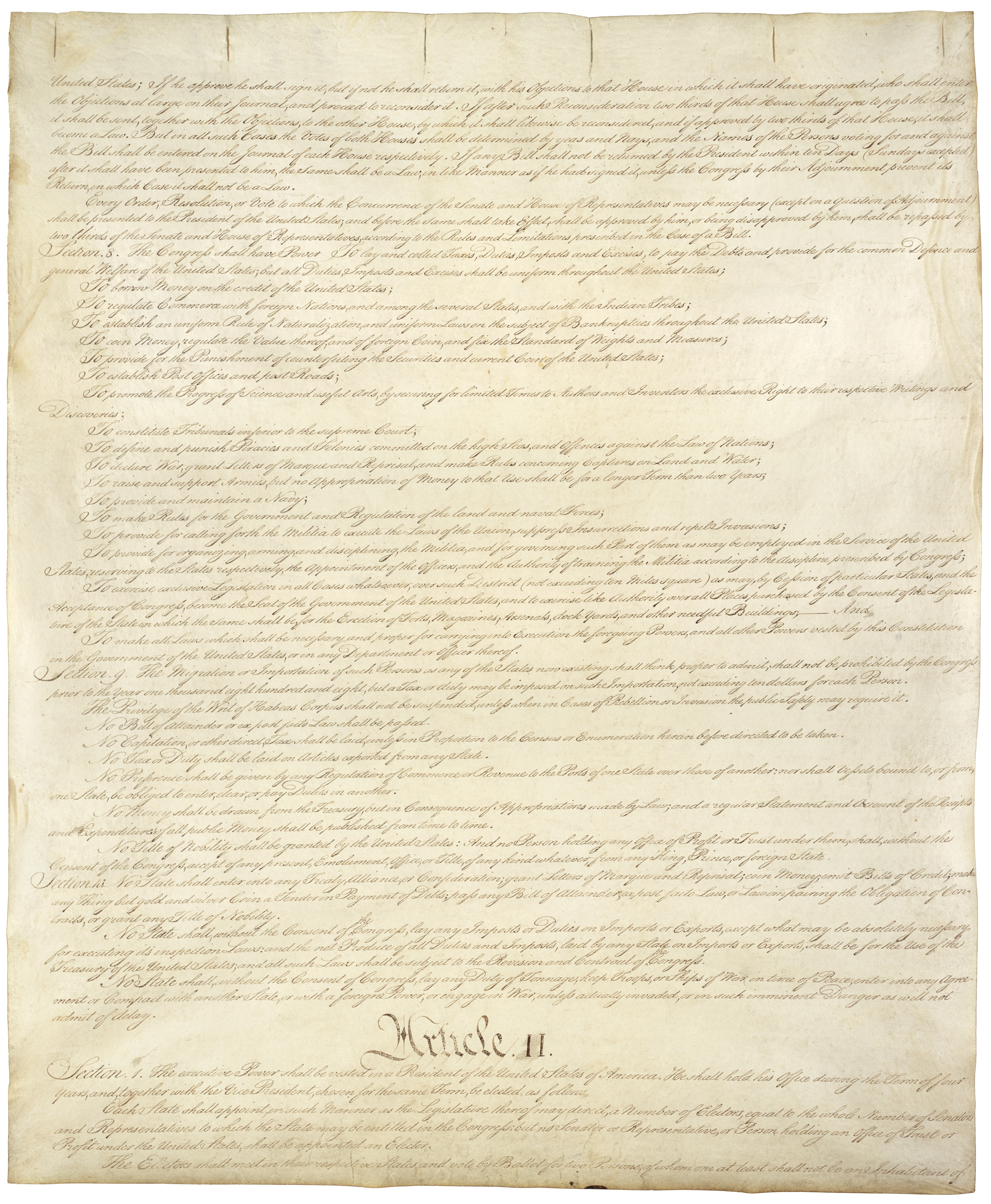
Manuscrit original de la Constitution, page 2/4.

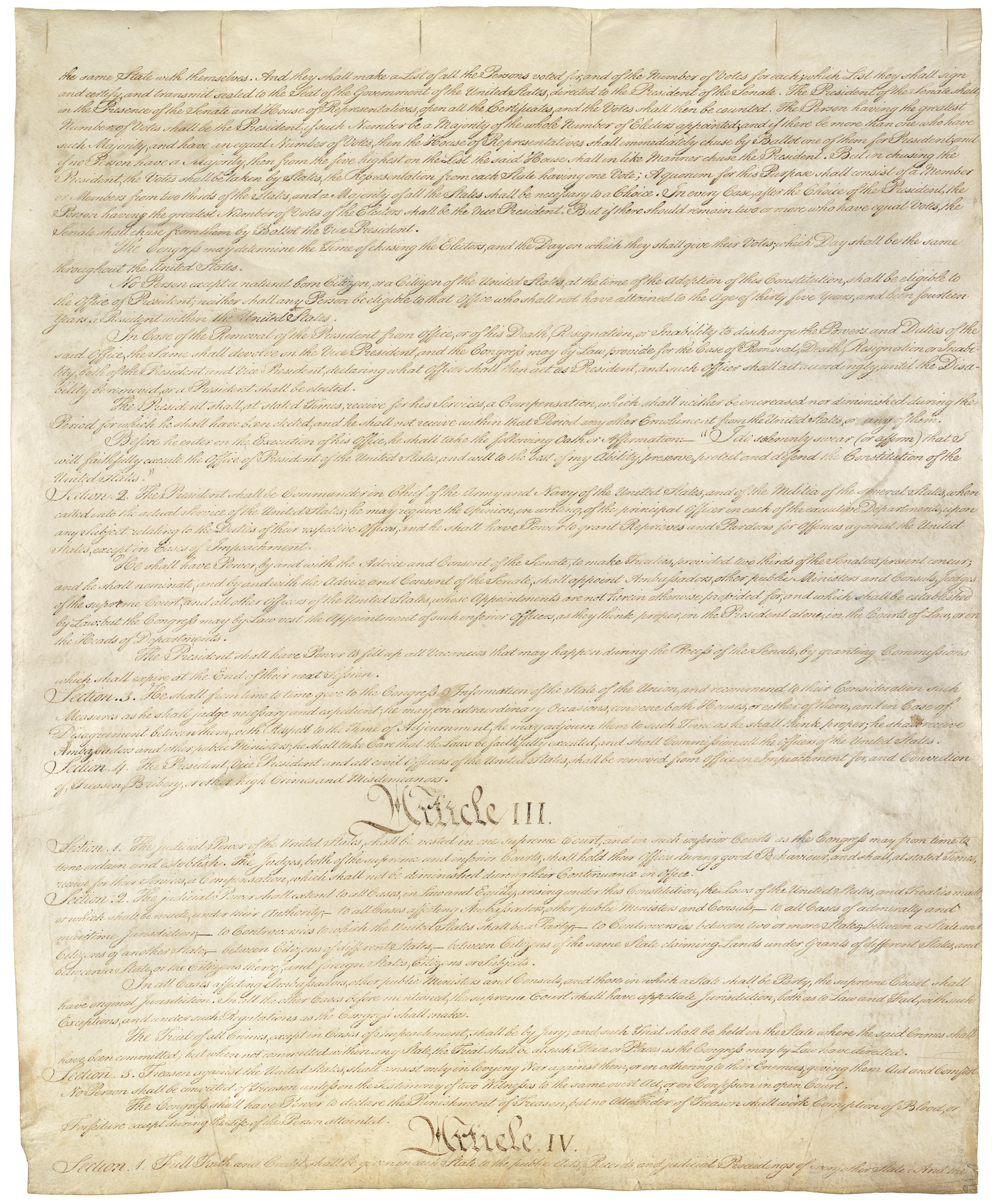
Manuscrit original de la Constitution, page 3/4.

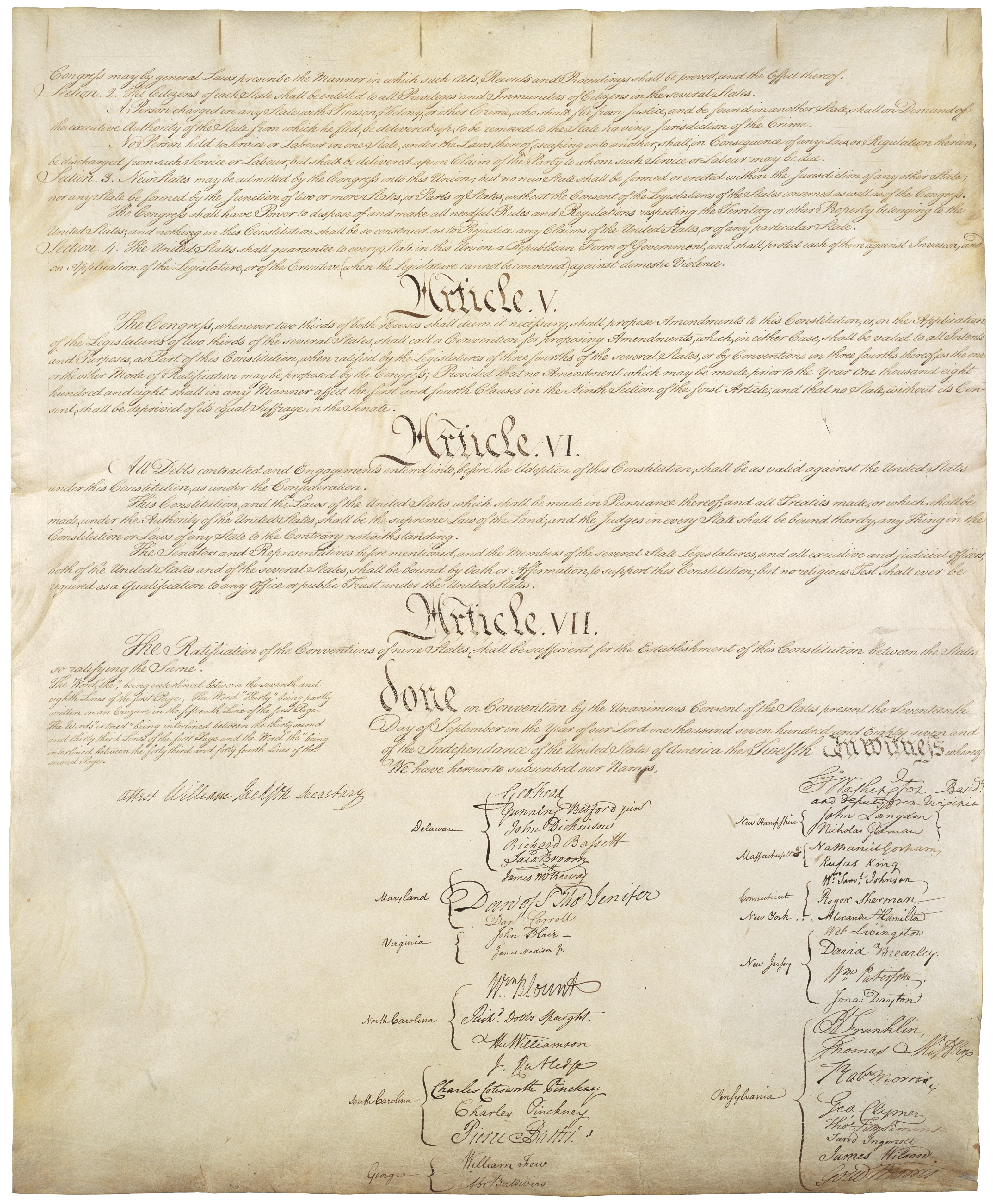
Manuscrit original de la Constitution, page 4/4, avec la signature des représentants des 13 États.

### Les Treize Colonies et l'indépendance
Dans la seconde moitié du XVIIIe siècle, les relations entre les Treize Colonies américaines et la Grande-Bretagne se dégradent lorsque, après la guerre de Sept Ans, le Parlement britannique, devant faire face aux dettes de la guerre, décide d'y lever de nouveaux impôts. Les incidents se multiplient. Un Congrès continental, composé des délégués des colonies, se réunit à Philadelphie en 1774. En 1775, éclate la guerre d'indépendance américaine.
Le 4 juillet 1776, la Déclaration d'indépendance des États-Unis est proclamée et les Treize Colonies se déclarent États des États-Unis d'Amérique en se dotant de constitutions écrites. En 1783, les États-Unis sont officiellement reconnus dans les relations internationales. Mais le pays sort d’une guerre d’indépendance qui a fait 25 000 morts et doit trouver de nouvelles institutions.

### Les Articles de la Confédération
Il apparaît vite nécessaire de modifier les relations entre les États pour la conduite de la guerre et au-delà. Le Congrès propose les Articles de la Confédération le 15 mars 1777. Il s'agit d'un document servant de première constitution au nouveau pays, garantissant une Union perpétuelle entre les treize États fédérés (les États ne peuvent plus conclure d'autres traités, ni entre eux, ni avec des États étrangers sans le consentement du Congrès). Il est fortement influencé par l'idée que la vertu publique est la garante du bien public et par une méfiance envers le pouvoir exécutif.
Cette constitution attribue donc au Congrès le pouvoir exclusif sur la guerre, les affaires étrangères, la politique monétaire. Mais pour ses ressources fiscales, le Congrès dépend en grande partie du bon vouloir des États. Rien n'est prévu pour que le Congrès puisse faire prévaloir son autorité sur les États, tant la croyance en la vertu publique est grande. Les États ne se privent pas pour rejeter les décisions du Congrès. Le processus de ratification est lent, et les articles de la confédération ne prennent effet que le 1er mars 1781, quand la guerre touche à sa fin. La victoire décisive est remportée lors de la bataille de Yorktown, le 19 octobre de la même année.

### L'échec de la Confédération
À l'issue de la guerre, il s'avère vite que les articles de confédération fonctionnent mal. Les États sont jaloux de leurs intérêts et de leurs prérogatives. Beaucoup sont très endettés en raison de l'effort de guerre. Le Massachusetts doit même faire face, pour cette raison, à une rébellion (la révolte de Shays). Le Congrès ne parvient pas à obtenir d'eux des ressources financières, et les États considèrent pour la plupart leur Constitution et leurs lois comme supérieures aux articles. Les États continuent à garder leur propre papier-monnaie et taxent même les produits venant des autres États américains. Les États peuvent même signer des accords avec des puissances étrangères. Toute modification de la Constitution requiert l'approbation de tous les États, ce qui semble impossible. Les États eux-mêmes ont des difficultés. Leurs institutions sont insuffisantes pour préserver l'ordre et la liberté. Ils ont aussi le plus grand mal à rembourser leurs dettes. La Convention d'Annapolis, réunie du 11 au 14 septembre 1786 à la demande de la Virginie, dresse un constat d'échec des Articles de la Confédération pour l'organisation des échanges commerciaux entre les États. Elle prévoit une nouvelle assemblée pour 1787.
Les pères fondateurs se rendent compte qu'ils avaient été trop optimistes sur la nature humaine et que la vertu publique est une utopie. Alexander Hamilton est chargé de réfléchir sur un nouveau projet tenant compte d'une définition plus réaliste de la nature humaine. Sa réflexion fondatrice marque le passage à une manière de penser plus pragmatique : « Les hommes aiment le pouvoir [...] Donnez tout le pouvoir au grand nombre et la minorité sera opprimée ; donnez tout le pouvoir à la minorité et le grand nombre sera opprimé ». Les Américains comme tous les hommes ne recherchent pas le bien commun mais leur intérêt personnel, souvent confondu avec le bien commun. Cela favorise les alliances de circonstance et surtout les disputes. Les troubles sont tellement importants que certains pensent qu'il faut restaurer la monarchie en Amérique. Mais les pères fondateurs ne veulent pas renoncer après tous les sacrifices consentis à l'idéal de liberté incarné par la République. Ils veulent fonder un nouveau régime qui doit offrir « un remède républicain aux maux les plus courants du régime républicain ».

### La Convention constitutionnelle

#### Les délégués

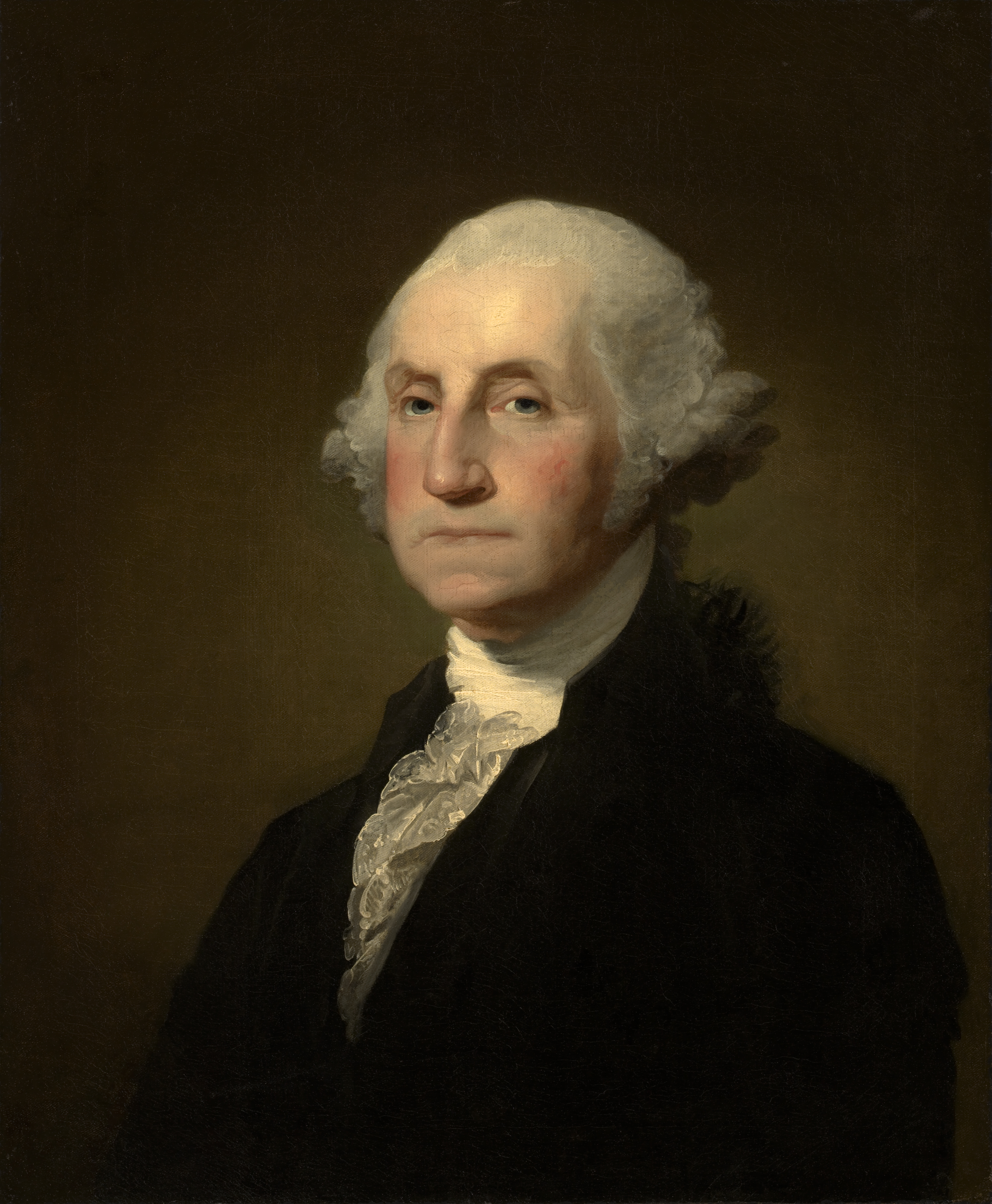
George Washington préside la Convention de Philadelphie.

La convention se réunit à Philadelphie en Pennsylvanie, le 25 mai 1787. George Washington est élu président de la convention et James Madison secrétaire par les délégués des sept États présents ce jour-là. Peu de délégués étant alors présents, ses travaux commencent réellement le 28. Les délégués continueront à arriver dans les jours qui suivent. Douze États sont finalement représentés : l'État de Rhode Island a écrit pour signifier son refus de la convention (il était en butte à des problèmes internes). Les délégués du Delaware ont un mandat limité, qui ne les autorise pas à revenir sur l'égalité de suffrage entre les États. La convention réunit au total cinquante-cinq délégués élus par les assemblées des États du 25 mai au 17 septembre. Le Virginien James Madison est l'homme phare de cette convention, il en est le moteur intellectuel et politique. Le doyen des délégués est Benjamin Franklin. La convention est principalement composée de marchands, d'hommes de loi, de planteurs et d'entrepreneurs en construction navale.

#### Les débats
Les discussions de l'assemblée sont connues grâce aux comptes rendus de James Madison. Il y a rapidement un accord large sur la nécessité de revoir totalement les articles, et d'accroître fortement les pouvoirs du gouvernement fédéral. La discussion s'engage sur la base d'une proposition initiale faite par Edmund Randolph, de la délégation de Virginie et dite plan de la Virginie (29 mai). Elle contient déjà l'essentiel de l'architecture de la Constitution : pouvoirs législatif, exécutif et judiciaire séparés, parlement bicaméral, suprématie des lois de l'union sur celles des États. Le premier et le plus sérieux sujet de conflit porte sur le mode de désignation des parlementaires, et la représentation des États. Le plan de la Virginie, soutenu par les autres grands États, Pennsylvanie et Massachusetts surtout, propose l'élection directe de la première chambre, où chaque État aurait un nombre d'élus proportionnel à son importance, et l'élection de la deuxième chambre par les membres de la première. La proposition est discutée, les votes se succèdent, article par article, phrase par phrase. Il apparaît qu'elle est inacceptable pour les petits États, qui veulent que les parlementaires soient élus par les législatures des États, et que tous les États soient à égalité. Au milieu du mois de juin, une proposition est faite dans ce sens par William Patterson, du New Jersey, et dite plan du New Jersey. La discussion est bloquée pendant trois semaines, le ton monte entre grands et petits États, jusqu'à envisager l'échec de la convention.
Finalement, un compromis est trouvé, fondé sur une proposition qui avait été faite la veille du plan du New Jersey par Roger Sherman, du Connecticut, et qualifié de grand compromis ou compromis du Connecticut. La chambre basse sera élue au suffrage direct, et les États représentés en proportion de leur importance. Au Sénat, les États seront à égalité. La discussion se poursuit, d'autres conflits apparaissent, notamment entre les États esclavagistes et les autres, sur la prise en compte des esclaves dans leur poids à la première chambre, question également fiscale : les esclaves doivent-ils être comptés dans la valeur de la propriété ? Pour ce qui concerne le trafic des esclaves, la Caroline du Sud et la Géorgie déclarent formellement qu'elles ne rejoindraient pas l'Union si celui-ci était interdit. Un compromis sera trouvé. Les relations commerciales avec l'étranger sont du ressort du Congrès, mais le trafic des esclaves pourra perdurer jusqu'en 1808. Un compromis est également trouvé sur la question de la prise en compte des esclaves dans la représentation des États : cinq esclaves compteraient pour trois habitants. Quant aux nations amérindiennes, considérées comme totalement étrangères à la nation américaine, elles ne seraient pas prises en compte.
La nature et les droits de l'exécutif, et d'autres points, sont encore âprement discutés, mais sans donner lieu au même type de conflit et de blocage entre des camps bien définis. Le projet de constitution est adopté le 17 septembre 1787, et signé par 39 représentants sur les 42 présents, : George Mason, Edmund Randolph et Elbridge Gerry refusèrent d'apposer leurs signatures sur le document. Celui-ci fut ensuite transmis au Congrès. Bien que certains soient mécontents que la convention ait si nettement outrepassé son mandat, qui devait se limiter à proposer des améliorations aux articles de confédération, le Congrès transmet le projet de constitution aux États pour ratification.

### La ratification
|     | Date       | État             | Votes | Votes |
| Oui | Date       | État             | Non   |       |
| --- | ---------- | ---------------- | ----- | ----- |
| 1   | 7/12/1787  | Delaware         | 30    | 0     |
| 2   | 12/12/1787 | Pennsylvanie     | 46    | 23    |
| 3   | 18/12/1787 | New Jersey       | 38    | 0     |
| 4   | 2/01/1788  | Géorgie          | 26    | 0     |
| 5   | 9/01/1788  | Connecticut      | 128   | 40    |
| 6   | 6/02/1788  | Massachusetts    | 187   | 168   |
| 7   | 28/04/1788 | Maryland         | 63    | 11    |
| 8   | 23/05/1788 | Caroline du Sud  | 149   | 73    |
| 9   | 21/06/1788 | New Hampshire    | 57    | 47    |
| 10  | 25/06/1788 | Virginie         | 89    | 79    |
| 11  | 26/07/1788 | New York         | 30    | 27    |
| 12  | 21/11/1789 | Caroline du Nord | 194   | 77    |
| 13  | 29/05/1790 | Rhode Island     | 34    | 32    |

Le texte de la Constitution prévoit qu'elle entrera en effet dès lors qu'elle sera ratifiée par ¾ des États fédérés, soit neuf États. Le premier à ratifier est le Delaware, le 7 décembre. Le neuvième est le New Hampshire, le 21 juin 1788. Entretemps, le Rhode Island a refusé de ratifier, par référendum, le 24 mars. La Virginie ratifie de justesse peu après le New Hampshire, le 25 juin, avec difficulté. Il manque encore la Caroline du Nord, et surtout l'État de New York, l'un des principaux foyers de l'opposition. La ratification de New York se fait de justesse, le 26 juillet, celui-ci craignant de se retrouver isolé..
Alexander Hamilton, James Madison, et John Jay ont publié dans la presse, sous le pseudonyme de Publius, une série d'articles restée célèbre, sous le nom d'articles du Fédéraliste (The Federalist Papers) ; l'interprétation qu'ils donnent de la Constitution fait depuis autorité. Le Congrès décide de la date des élections présidentielles et que la première session du Congrès de la nouvelle constitution se tiendra le 4 mars 1789, dans la nouvelle capitale, New York. Les premières élections parlementaires présentent des difficultés d'organisation dans plusieurs États, et le premier congrès n'atteint son quorum que le 6 avril, pour proclamer, sans surprise, l'élection à l'unanimité de George Washington à la présidence des États-Unis. La Caroline du Nord finit par ratifier le texte constitutionnel et rejoindre l'Union le 21 novembre, et l'État de Rhode Island seulement le 29 mai 1790.

## Structure de la Constitution

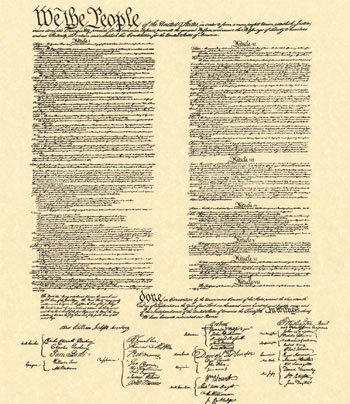
We, the People.

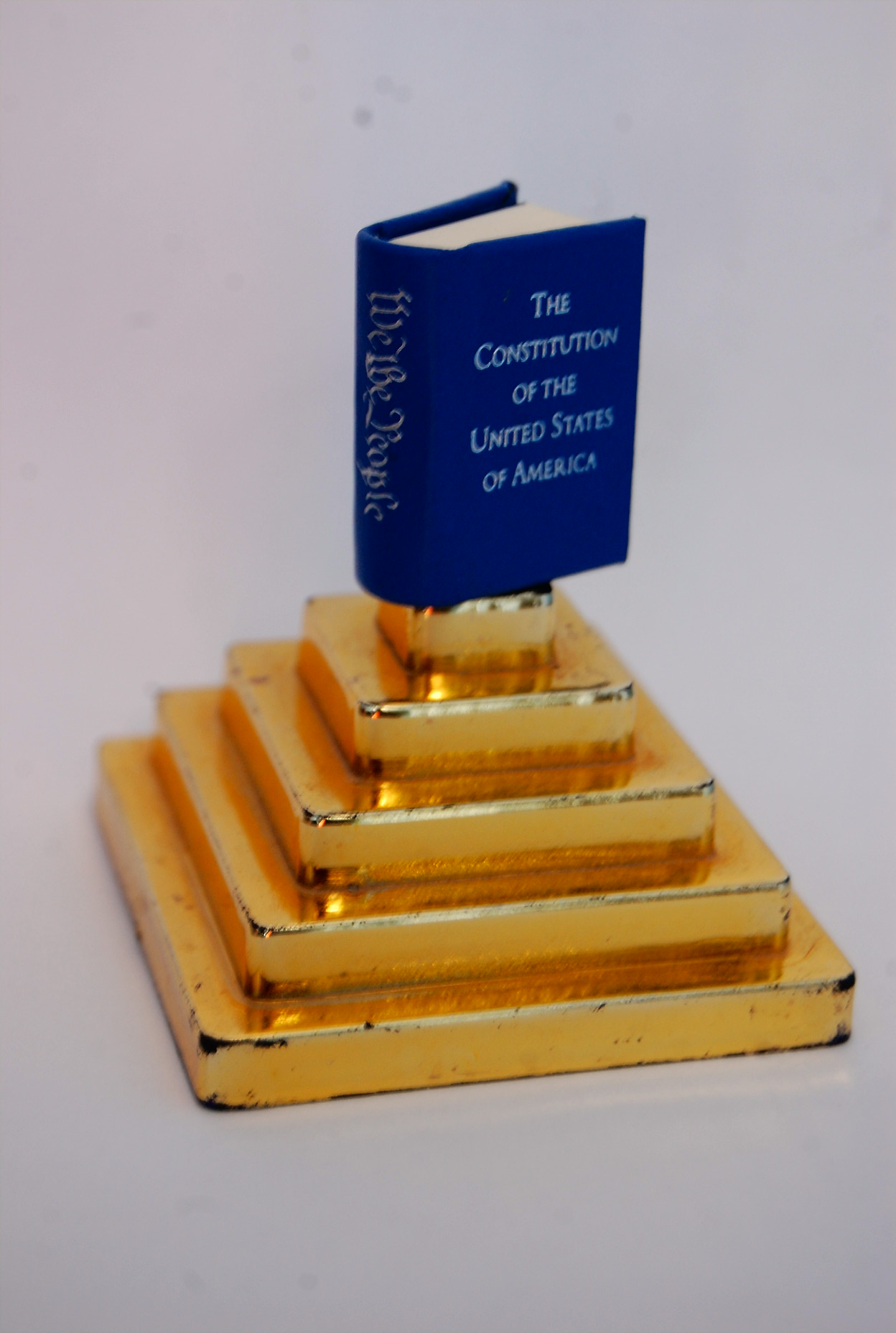
Miniature de la constitution.

La Constitution telle qu'elle a été ratifiée en 1788 comprend, après un bref préambule, sept articles. Il lui a par la suite été apporté vingt-sept amendements. Les quatre premiers articles et certains amendements sont découpés en sections. Bien que ce découpage ne figure pas dans la constitution d'origine, il figure aujourd'hui systématiquement dans le texte, y permettant une référence rapide. Ainsi, l'article Ier, section 8, énumère les compétences législatives du Congrès. Enfin, de nombreuses portions du texte, courtes, souvent moins d'une phrase, et portant sur un point précis, lorsque ce point est particulièrement important, sont désignées sous le nom de clauses, avec un nom, repris du texte, qui leur est traditionnellement attaché, et permet, là aussi, une désignation rapide. Ainsi, la section 1 du XIVe amendement, un des plus importants est :

« Toute personne née ou naturalisée aux États-Unis, et soumise à leur juridiction, est citoyen des États-Unis et de l'État dans lequel elle réside. Aucun État ne fera ou n'appliquera de lois qui restreindraient les privilèges ou les immunités des citoyens des États-Unis ; ne privera une personne de sa vie, de sa liberté ou de ses biens sans procédure légale régulière ; ni ne refusera à quiconque relève de sa juridiction l'égale protection des lois. »

La première phrase est la clause de citoyenneté. La proposition « ne privera une personne de sa vie, de sa liberté ou de ses biens sans procédure légale régulière » est la clause de procédure légale [due process] et la proposition suivante « ni ne refusera à quiconque relève de sa juridiction l'égale protection des lois » est la clause d'égale protection. Ces deux dernières sont tellement importantes en droit qu'elles sont souvent désignées par les simples termes de « due process » et « equal protection », la référence à la Constitution étant évidente.
Les amendements s'ajoutent au texte de la Constitution, sans le modifier. Un amendement peut ainsi invalider des parties du texte qui figurent avant lui, mais celles-ci demeurent écrites dans la Constitution. Le cas le plus net est le XXIe amendement, qui abroge purement et simplement le XVIIIe (prohibition). Le XVIIIe amendement continue pourtant à figurer dans le texte de la Constitution.

### Préambule
« Nous, le Peuple des États-Unis, en vue de former une Union plus parfaite, d'établir la justice, de faire régner la paix intérieure, de pourvoir à la défense commune, de développer le bien-être général et d'assurer les bienfaits de la liberté à nous-mêmes et à notre postérité, nous décrétons et établissons cette Constitution pour les États-Unis d'Amérique. »

Les mots les plus importants sont les premiers : « Nous, le Peuple des États-Unis » (« We, the People of the United States »). Ils contournent une difficulté pratique : il n'était pas sûr que tous les États ratifient la Constitution, et il n'était donc pas possible de les énumérer, comme le faisaient les articles de la confédération. Mais surtout, la formule fonde la Constitution sur le peuple entier et non sur les États en tant que tels. C'est la Constitution d'une nation, et non un simple traité de confédération. Ces mots affirment le caractère démocratique des États-Unis et donnent à la Constitution le sens d'un contrat social, au sens des théories du contrat social telle que celle du Traité du gouvernement civil de John Locke.

### La séparation des pouvoirs
Les trois premiers articles sont consacrés chacun à un des trois pouvoirs, dans l'ordre législatif, exécutif, et judiciaire. Ils marquent avec force la distinction et la séparation des pouvoirs (checks and balances), par leur première phrase respective, toutes les trois sur le même modèle. séparation stricte des pouvoirs dans le cadre d'un régime présidentiel : le président est à la fois chef de l'état et chef du gouvernement. Il ne peut pas dissoudre le parlement et n'est pas responsable devant lui
1. « Tous les pouvoirs législatifs accordés par cette Constitution seront attribués à un Congrès des États-Unis, qui sera composé d'un Sénat et d'une Chambre des représentants. »
2. « Le pouvoir exécutif sera conféré à un président des États-Unis d'Amérique. »
3. « Le pouvoir judiciaire des États-Unis sera conféré à une Cour suprême et à telles cours inférieures dont le Congrès pourra de temps à autre ordonner l'institution. »

#### ArticleI: le pouvoir législatif
L'article I établit un Congrès des États-Unis bicaméral pour voter les lois. La Chambre des représentants est renouvelée tous les deux ans, au suffrage direct, les États sont représentés proportionnellement à leur population. Le sénat est composé de deux sénateurs pour chaque État, élus par la législature de l'État (modifié par le XVIIe amendement, qui prévoit le suffrage direct). Il est renouvelé par tiers tous les deux ans. Les textes doivent être votés par les deux chambres, qui ont toutes deux l'initiative des lois, sauf en matière fiscale, où l'initiative est réservée à la chambre des représentants. La chambre des représentants peut mettre en accusation (impeachment) les plus importants officiels, notamment le président des États-Unis, qui seront alors jugés par le Sénat. Le président peut mettre son veto à une loi, auquel cas les deux chambres du congrès doivent chacune la voter à une majorité des deux tiers pour qu'elle soit promulguée. L'article énumère les domaines dans lesquels le congrès a une compétence législative. Quelques compétences sont expressément retirées aux États.

#### ArticleII: le pouvoir exécutif
L'article II crée les fonctions de président et de vice-président des États-Unis, et définit leur mode d'élection, complexe, et légèrement modifié par le XIIe amendement. Le pouvoir exécutif appartient au président, qui est aussi commandant en chef de l'armée, de la marine, et des milices des États lorsqu'elles sont mobilisées par les États-Unis. Il nomme les hauts fonctionnaires et les juges fédéraux, avec l'approbation du sénat. Les prérogatives du vice-président se limitent à succéder au président s'il est empêché par décès ou pour une autre raison de finir son mandat, ainsi (article I) qu'à présider le Sénat et y trancher en cas d'égalité des votes.

#### ArticleIII: le pouvoir judiciaire
L'article III crée la Cour suprême des États-Unis. Les juges fédéraux, à la Cour suprême aussi bien que dans les autres tribunaux, sont nommés à vie. L'article définit le ressort des tribunaux fédéraux, qui comprend la Constitution, et les lois fédérales pour lesquelles le Congrès leur donne compétence, ainsi que sur les litiges entre parties n'appartenant pas au même État. Sauf dans quelques cas limités où elle juge en première instance (notamment pour les cas impliquant les ambassadeurs, les consuls, ou les ministres), la Cour suprême est une cour d'appel. Les affaires au pénal doivent être jugées par un jury, dans l'État où le délit a été commis. Une définition restrictive de la trahison est donnée.

### Autres articles

#### ArticleIV: les États
L'article 4 traite des droits et obligations des États. Ils doivent reconnaître les lois et jugements des autres États, et traiter les citoyens des autres États à égalité avec les leurs. Les personnes poursuivies par la justice d'un État doivent lui être remises par les autres États, ainsi que les esclaves en fuite (la loi sur les esclaves en fuite ayant été annulée par l'abolition de l'esclavage, formalisée par le XIIIe amendement de la Constitution).

#### ArticleV: procédures d'amendement
Cet article décrit la procédure de révision de la Constitution. Les amendements peuvent être proposés soit par le Congrès, chaque chambre votant à la majorité des deux tiers, soit par une convention qui sera convoquée si les deux tiers des États le demandent. Ils doivent ensuite être ratifiés par les trois quarts des États. La procédure fait que la Constitution est reconnue comme difficile à amender.
Quelques modifications interdisent jusqu'en 1808, puis définitivement, la possibilité de supprimer le droit de chaque État à une représentation égale au sénat sans son accord.

#### ArticleVI: dispositions diverses
Les traités et accords conclus par les États-Unis sous les articles de confédération restent valides. La Constitution et les lois des États-Unis s'imposent aux États. Aussi bien au niveau fédéral qu'au niveau des États, les législateurs, les juges et les fonctionnaires doivent s'engager par serment à respecter la Constitution des États-Unis.

#### ArticleVII: ratification
La Constitution prendra effet entre les États qui l'auront ratifiée, dès qu'ils seront au nombre de neuf.

### Amendements
Les amendements à la Constitution sont prévus par l'article V. Vingt-sept ont été ratifiés. Des deux procédures possibles, proposition du Congrès ou convention demandées par les deux tiers des États, seule la première a été utilisée. Mais avant que le Congrès ne se décide à proposer lui-même le XVIIe amendement (élection des sénateurs au suffrage direct) en 1912, il ne manquait que le vote d'un État pour convoquer une convention. Il est admis que le Congrès ne peut revenir sur les amendements proposés, ni les États sur leur ratification ; mais qu'un État qui a initialement refusé de ratifier peut revenir sur ce refus par la suite. Le XXVIIe amendement, ratifié en 1992, avait été proposé par le premier Congrès en 1789, soit plus de deux cents ans auparavant. Tous les autres amendements adoptés ont été ratifiés en moins de cinq ans, le plus souvent, le processus de ratification prend environ un an. Les dates données ci-dessous sont celles auxquelles le Congrès a adopté les amendements, et celles auxquelles le dernier État nécessaire a voté la ratification.

#### DuIerauXeamendement: la Déclaration des droits
Les dix premiers amendements forment la Déclaration des droits (Bill of rights). Ils affirment des droits des citoyens, sous la forme d'une limitation explicite des pouvoirs de l'État, notamment en matière judiciaire. Il ne s'agit pas de droits positifs que l'État doit garantir au citoyen, mais d'actions dont il doit s'abstenir à son égard. Tous ces amendements ont été proposés par le premier Congrès le 25 septembre 1789 et ratifiés le 15 décembre 1791.

##### Ieramendement
Le Congrès ne fera aucune loi qui touche l'établissement ou interdise le libre exercice d'une religion, ni qui restreigne la liberté de parole ou de la presse, ou le droit qu'a le peuple de s'assembler paisiblement et d'adresser des pétitions au gouvernement pour le redressement de ses griefs.

##### IIeamendement
« Une milice bien organisée étant nécessaire à la sécurité d’un État libre, il ne sera pas porté atteinte au droit du peuple de détenir et de porter des armes. »
Cet amendement peut être interprété comme le droit de porter des armes pour la population américaine.

##### IIIeamendement
L'État ne peut loger de troupes chez l'habitant en temps de paix. En temps de guerre, cela ne doit être fait que dans les conditions prévues par la loi.

##### IVeamendement
Le droit des citoyens d'être garantis dans leur personne, leur domicile, leurs papiers et effets, contre les perquisitions et saisies non motivées ne sera pas violé, et aucun mandat ne sera délivré, si ce n'est sur présomption sérieuse, corroborée par serment ou déclaration, ni sans que le mandat décrive particulièrement le lieu à perquisitionner et les personnes ou les choses à saisir.

##### Veamendement
Nul ne sera tenu de répondre d'un crime capital ou infamant sans un acte de mise en accusation, spontané ou provoqué, d'un grand jury, sauf en cas de crimes commis pendant que l'accusé servait dans les forces terrestres ou navales, ou dans la milice, en temps de guerre ou de danger public ; nul ne pourra pour le même délit être deux fois menacé dans sa vie ou dans son corps ; nul ne pourra, dans une affaire criminelle, être obligé de témoigner contre lui-même, ni être privé de sa vie, de sa liberté ou de ses biens sans procédure légale régulière ; nulle propriété privée ne pourra être expropriée dans l'intérêt public sans une juste indemnité.

##### VIeamendement
Dans toutes poursuites criminelles, l'accusé aura le droit d'être jugé promptement et publiquement par un jury impartial de l'État et du district où le crime aura été commis — le district ayant été préalablement délimité par la loi —, d'être instruit de la nature et de la cause de l'accusation, d'être confronté avec les témoins à charge, de disposer de moyens légaux pour contraindre la comparution des témoins à décharge, et d'être assisté d'un conseil pour sa défense.
Jurisprudence :
- 26 mai 2009 : Montejo v. Louisiana (présence des avocats lors des interrogatoires de police)
- 31 mars 2010 : Padilla v. Kentucky (en)[22]. La Cour oblige les avocats à avertir leur client étranger de la probabilité d'une expulsion en cas de plaider-coupable. Écrivant pour la majorité, le juge Stevens a en effet considéré que l'expulsion (« deportation ») constituait « une part intégrante - parfois la part la plus importante - de la condamnation qui peut être imposée à des noncitoyens plaidant coupable à certains crimes »[23]. En d'autres termes, l'expulsion est considérée comme une peine.

##### VIIeamendement
Dans les procès de droit commun où la valeur en litige excédera vingt dollars, le droit au jugement par un jury sera observé, et aucun fait jugé par un jury ne sera examiné de nouveau dans une cour des États-Unis autrement que selon les règles de droit commun.

##### VIIIeamendement
Les cautions et les amendes excessives, ainsi que les châtiments cruels ou exceptionnels, sont interdits.

##### IXeamendement
L'énumération des droits dans les amendements précédents ne doit pas être interprétée comme niant l'existence d'autres droits.

##### Xeamendement
Les pouvoirs qui ne sont pas délégués aux États-Unis par la Constitution et dont l'exercice n'est pas interdit par elle aux États, sont réservés aux États respectivement, ou au peuple.

#### Avant la guerre de Sécession

##### XIeamendement
Les tribunaux fédéraux ne peuvent pas juger des poursuites à l'encontre d'un des États à l'initiative du citoyen d'un autre État ou d'un ressortissant étranger.

##### XIIeamendement
La procédure de l'élection présidentielle est modifiée, de façon que le président et le vice-président soient élus sur des scrutins séparés (plutôt que de choisir comme vice-président le second à l'élection).

#### Les amendements de la reconstruction
Après la guerre de Sécession, commence dans le sud la reconstruction. Les États du Sud sont occupés militairement, leurs institutions sont suspendues. Le Congrès propose trois amendements, tous trois liés à la question de l'esclavage et de ses suites, tous trois restreignant les pouvoirs des États. Chacun de ces amendements se termine par « Le Congrès aura le pouvoir de donner effet aux dispositions du présent article par une législation appropriée ». Le Congrès conditionne la réadmission des États du Sud à leur ratification.

##### XIIIeamendement
L'esclavage est formellement interdit sur le territoire des États-Unis et tout territoire sous sa juridiction, sauf s'il représente une « punition d'un crime dont le coupable aura été dûment déclaré coupable ».

##### XIVeamendement
Toute personne née aux États-Unis en est citoyen. Les États ne peuvent porter atteinte à leur vie, liberté, ou propriété sans une procédure légale régulière (due process), et doivent à tous l'égale protection de la loi. La représentation au Congrès et à l'élection présidentielle des États qui n'accorderaient pas le suffrage universel (masculin, au-delà de 21 ans) est réduite en proportion du nombre de personnes interdites de vote. Les personnes ayant prêté assistance à la rébellion sont interdites de fonctions officielles dans le gouvernement des États-Unis. Les dettes contractées par les États confédérés en rébellion contre les États-Unis sont nulles, aucune compensation ne peut être demandée pour l'émancipation des esclaves.

##### XVeamendement
Le droit de vote ne peut être restreint ou refusé en raison de la race ou d'une condition antérieure de servitude.

#### Les amendements duXXesiècle
Douze amendements ont été ratifiés au XXe siècle. Beaucoup sont des corrections techniques à l'article I ou à l'article II, les deux plus importants étant l'élection des sénateurs au suffrage direct, et la non-rééligibilité du président au-delà de deux mandats. Trois portent sur le droit de vote, celui des femmes, celui des personnes de plus de 18 ans, et l'interdiction de conditionner le droit de vote au paiement d'un impôt. Il faut noter aussi la légalisation de l'impôt direct sur le revenu (l'article I imposait que les impôts fédéraux soient proportionnés à la population des États), et enfin l'établissement, puis la suppression, de la prohibition.
À partir du XXe amendement, le Congrès incorpore en général dans ses textes un délai limite de sept ans pour la ratification.

##### XVIeamendement
L'État fédéral peut lever un impôt sur le revenu.

##### XVIIeamendement
Les sénateurs sont élus au suffrage direct.

##### XVIIIeamendement
Prohibition des boissons alcooliques. La fabrication, la vente, la consommation, le transport, l'importation, et l'exportation sont interdits.
Ratifié en 1919, il fut abrogé en 1933 (par le XXIe amendement) et reste le seul amendement de la Constitution à avoir été abrogé.

##### XIXeamendement
Le droit de vote ne peut être restreint ou refusé en raison du sexe.

##### XXeamendement
Les mandats du président et du Congrès commencent en janvier, au lieu de mars précédemment. L'amendement précise aussi quelques points sur la succession du président par le vice-président.

##### XXIeamendement
Abolition du XVIIIe amendement, fin de la prohibition.

##### XXIIeamendement
Limitation à deux mandats présidentiels (seul Franklin Roosevelt en a fait plus, trois complets et un quatrième brièvement entamé, interrompu par son décès).

##### XXIIIeamendement
Participation du District de Columbia (Washington D. C.) à l'élection présidentielle.

##### XXIVeamendement
Le droit de vote ne peut être restreint ou refusé en raison du non-paiement d'un impôt.

##### XXVeamendement
Précision sur le remplacement ou la succession en cas de vacance temporaire ou définitive de la présidence.

##### XXVIeamendement
Le droit de vote des personnes de plus de 18 ans ne peut être restreint en raison de l'âge.

##### XXVIIeamendement
Les lois augmentant la rémunération des représentants ou des sénateurs ne peuvent prendre effet qu'après l'élection à la chambre des représentants qui suit leur vote.

## Historiographie
Pour beaucoup d'Américains comme pour les Pères fondateurs, la Constitution revêt une dimension mythique et héroïque. Cette interprétation a été remise en cause par certains historiens progressistes au début du XXe siècle  : pour Charles Austin Beard (1874-1948), la Constitution ne reflète que les préoccupations des élites de l'époque et les origines socio-économiques des Constituants ; Hughes parle même de coup d'État aristocratique. Les travaux de Beard ont néanmoins été très critiqués et contestés.
Dans les années 1950, les historiens ont commencé à soutenir que l'interprétation progressiste était factuellement incorrecte car les électeurs américains n'avaient pas vraiment été polarisés entre deux lignes économiques. Le mouvement fut dirigé par Charles A. Barker, Philip Crowl, Richard P. McCormick , William Pool, Robert Thomas, John Munroe, Robert E. Brown, B. Kathryn Brown, et surtout Forrest McDonald. Dans l'ouvrage We The People: The Economic Origins of the Constitution (1958), Forrest McDonald fait valoir que Beard a mal interprété les intérêts économiques impliqués dans la rédaction de la Constitution. Au lieu de deux intérêts conflictuels, foncier et mercantile, McDonald a identifié quelque trois douzaines d'intérêts économiques identifiables opérant à contre-courant, ce qui a forcé les délégués de la Convention constitutionnelle à négocier.
En évaluant le débat historiographique, Peter Novick conclut : « Au début des années 1960, il était généralement admis au sein de la profession historique que la version progressiste de Beard de l'élaboration de la Constitution avait été résolument réfutée. Les historiens américains en sont venus à constater que les rédacteurs de la Constitution, plutôt que d'avoir des motifs égoïstes, étaient guidés par le souci de l'unité politique, du développement économique national et de la sécurité diplomatique ». Ellen Nore, la biographe de Beard, conclut que son interprétation de la Constitution s'est effondrée à cause d'analyses historiques plus récentes et plus sophistiquées.

## La longévité de la Constitution: flexibilité et interprétations
La longévité exceptionnelle de la Constitution des États-Unis est généralement attribuée à sa très grande souplesse. Au cours de ses deux siècles d'existence, elle a pu servir à la fois à une confédération de quatre millions d'habitants qui vivait d'agriculture et de commerce maritime, et à un pays moderne de plus de 300 millions d'habitants. Cette souplesse tient à plusieurs points :
- la Constitution se concentre sur des questions d'organisation des pouvoirs, dans un esprit qui était à la fin du XVIIIe siècle totalement moderne, et qui reste conforme à la pratique des démocraties d'aujourd'hui. Dépourvus d'aristocratie dès leur origine, les États-Unis ont évité l'essentiel des crises politiques de l'Europe du XIXe siècle ;
- au-delà de l'organisation des pouvoirs, la Constitution s'attache essentiellement à énumérer les droits des citoyens. Ces droits ont été peu à peu ajoutés à la Constitution, là encore de façon comparable à ce qui est arrivé dans d'autres pays occidentaux, souvent, mais pas toujours, avant eux. Leur formulation négative (l'État ne peut faire certaines choses, plutôt que l'État doit assurer certaines choses) en limite la portée, mais en assure l'applicabilité ;
- la Constitution laisse jusque dans l'organisation des pouvoirs des points nombreux à décider par la loi. Ainsi, du moins dans sa version d'origine, elle ne dit pas qui est électeur, laissant ce pouvoir aux différents États. À l'origine presque partout censitaire, le suffrage est devenu universel, les amendements à la Constitution dans ce sens (XIXe et XXVIe) ne faisant que confirmer une pratique déjà quasi générale ;
- la Constitution, tout comme les autres lois, s'applique dans la logique de la common law anglo-saxonne, c'est-à-dire qu'elle doit être comprise à la lumière des décisions des tribunaux, et tout particulièrement de la Cour suprême des États-Unis, portant sur des affaires particulières. Au contraire de la tradition britannique, la cour suprême n'est pas liée par la règle du précédent, ce qui permet à l'interprétation de la Constitution, et donc à sa pratique d'évoluer considérablement. Après un demi-siècle passé à interpréter très limitativement les pouvoirs de régulation économique, tant du Congrès que des États, et quatre ans à s'opposer à la politique du New Deal, la Cour suprême abandonne brutalement en 1937 une jurisprudence qu'elle énonçait encore l'année précédente, et donne au contraire l'interprétation la plus large possible du pouvoir de régulation du commerce contenu dans l'article I, section 8. En 1954, par l'arrêt Brown v. Board of Education, elle entame le démantèlement de la ségrégation raciale qu'elle avait jugée constitutionnelle en 1896 dans Plessy v. Ferguson. La capacité des tribunaux à interpréter la Constitution, à la lumière des circonstances actuelles, est la source majeure de sa flexibilité.

Il est rarement arrivé que les termes de la Constitution soient si précis et impératifs qu'ils s'opposent à une évolution jugée nécessaire. Ce fut le cas, quand il parut indispensable de moderniser la fiscalité de l'impôt sur le revenu. Les préoccupations de rédacteurs de 1787, qui avaient voulu une répartition entre États afin de les protéger de l'arbitraire du gouvernement fédéral, semblaient alors obsolètes dans un pays qui ressentait beaucoup plus son unité qu'à l'origine, et lorsque la Cour suprême choisit de s'en tenir à la lettre de la Constitution (arrêt Pollock v. Farmers'Loan and Trust Co. , 1895), il fallut la modifier, par le XVIe amendement. L'échec le plus patent du système fut l'incapacité à abolir l'esclavage sans en passer par une guerre civile. Là encore, la Cour suprême avait rendu un arrêt bloquant la situation (Scott v. Sandford, 1857). Il n'est pas certain, cependant, que des décisions plus progressistes des tribunaux auraient pu permettre d'éviter un conflit sur la question qui divisait le plus le pays depuis sa fondation.
Il faut mentionner enfin une autre raison importante de la permanence de la Constitution. Son adoption est un des moments majeurs de la naissance de la Nation. Tous les officiels prêtent serment à la Constitution. Elle jouit d'un respect quasi unanime, d'un caractère presque sacré. Lors de la plus grave crise qu'ait connue le pays, la guerre de Sécession, les États confédérés se dotèrent de leur propre constitution. C'était la copie presque conforme, souvent mot pour mot, de la Constitution des États-Unis.

## Documents originaux
En novembre 2021, le milliardaire américain Kenneth Griffin rachète une version originale de la constitution américaine pour 43 millions de dollars afin de la prêter à un musée et de la rendre visible au plus grand nombre.